# Club de Yates Crescent Sail
El Club de Yates Crescent Sail (Crescent Sail Yacht Club en idioma inglés y oficialmente) es un club náutico ubicado en Grosse Pointe Farms (Míchigan), a orillas del Lago Sainte-Claire, Estados Unidos. 
Su nombre hace referencia a la navegación a vela durante la fase lunar creciente, y por eso su grímpola lleva una media luna.
Es un club dedicado exclusivamente a la vela, por lo que las únicas embarcaciones a motor admitidas son aquellas de salvamento y apoyo a las regatas.
Una de las tradiciones del club es que a los socios se les exige dedicar 18 horas al año a trabajo en el club como parte de sus deberes y obligaciones.

## Historia
Fue fundado en 1933 por un grupo de sea scouts con la finalidad de promover el deporte de la vela con un coste moderado y desarrollar la instrucción en la navegación de recreo.
En 1942 organizó el Campeonato Mundial de Snipe, en 1995 el Campeonato de Estados Unidos de Express 27, en 1997 el Campeonato Norteamericano de Lightning, y en 1998 el Campeonato de Estados Unidos de S2 7.9.